# Zahnmedizin

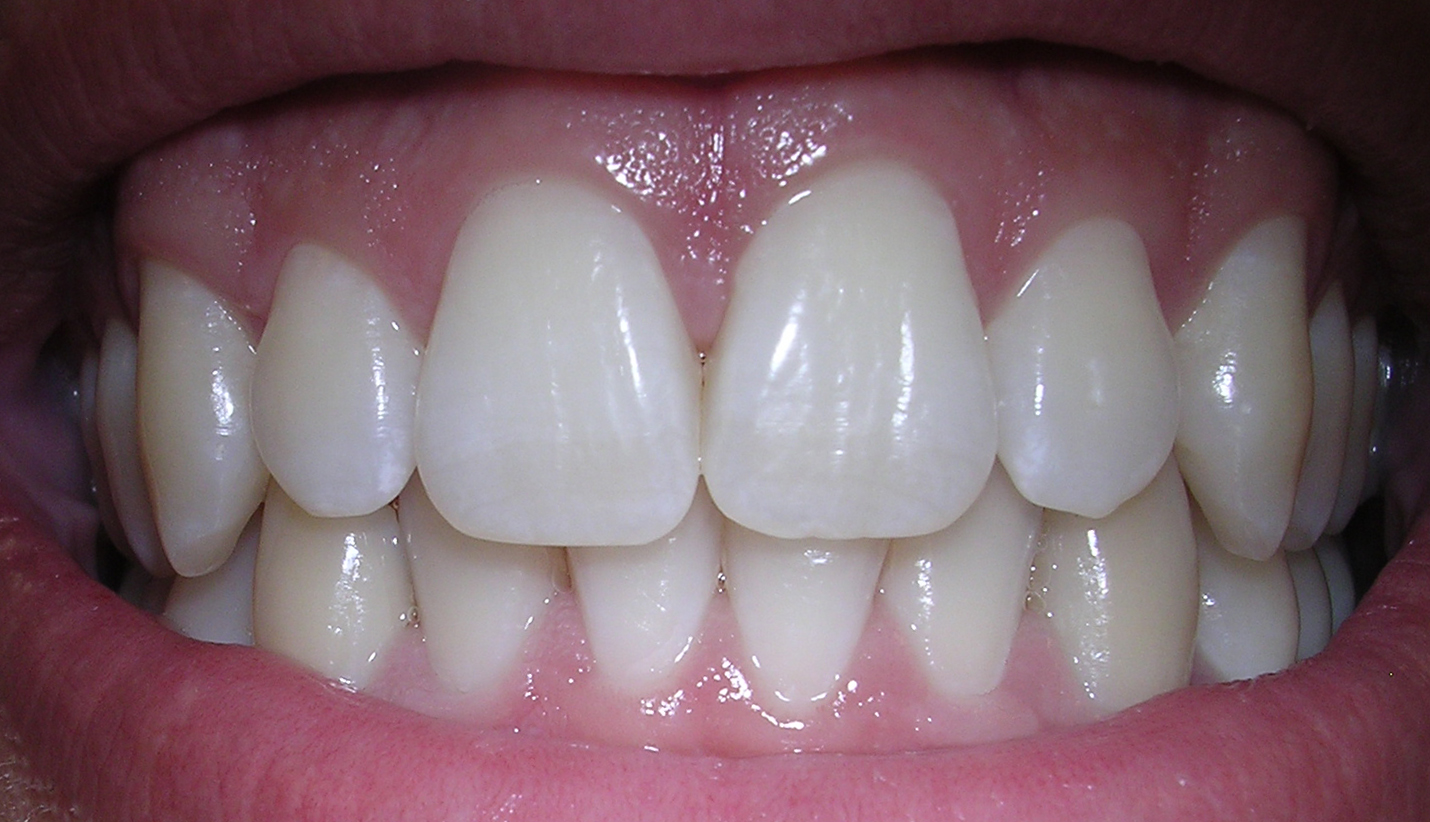
Idealgebiss

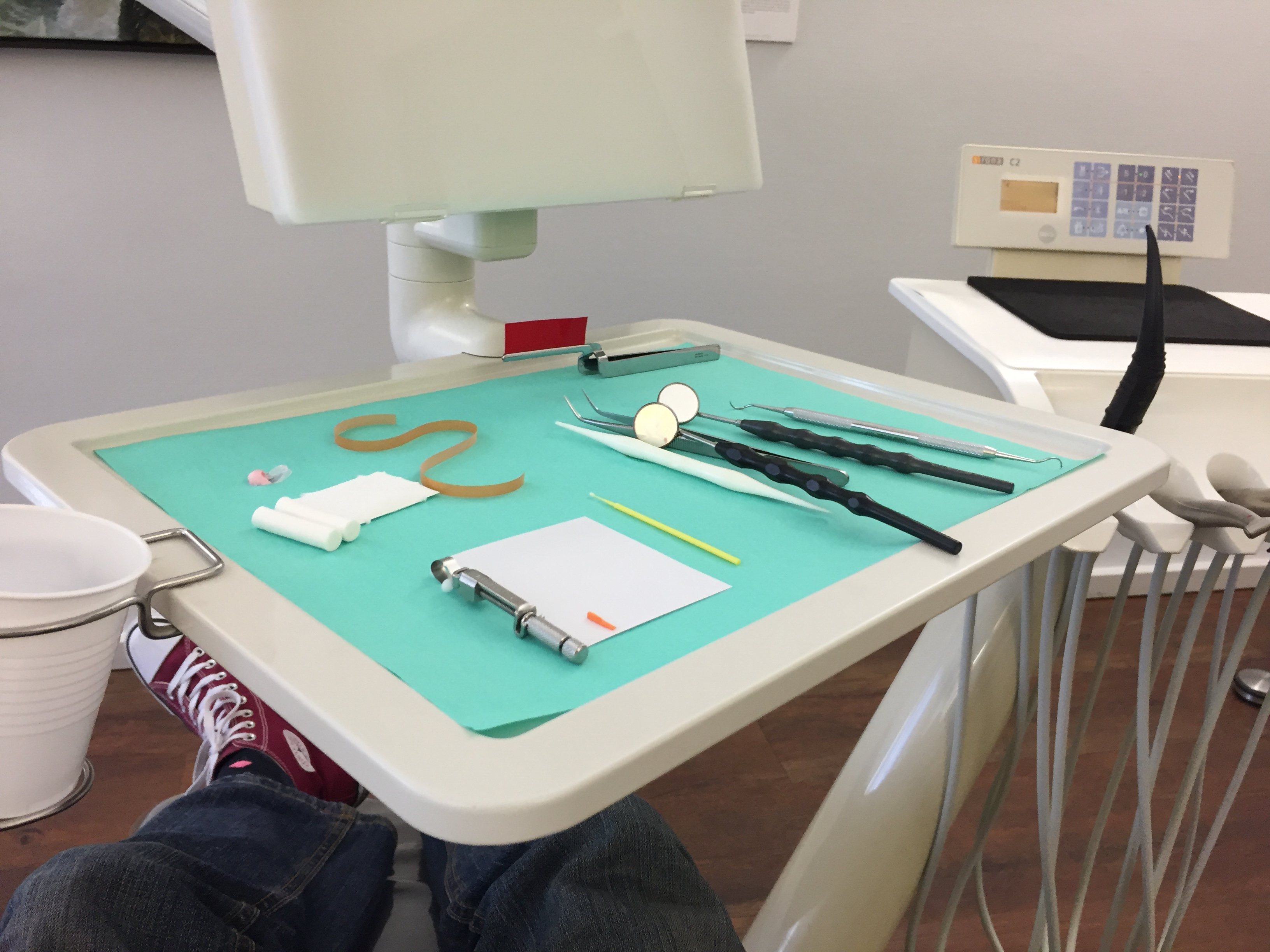
Instrumente eines Zahnarztes

Zahnmedizin oder Zahnheilkunde (häufig gleichgesetzt mit Stomatologie), auch als Zahn-, Mund- und Kieferheilkunde bezeichnet, ist ein die Vorbeugung, Erkennung und Behandlung von Erkrankungen im Zahn-, Mund- und Kieferbereich umfassendes medizinisches Fachgebiet.
Das Fachgebiet überschneidet sich teilweise mit der Mund-, Kiefer- und Gesichtschirurgie und der Hals-Nasen-Ohren-Heilkunde, aber auch mit anderen Fachgebieten, da sich krankhafte Veränderungen der Mundhöhle auf den restlichen Körper auswirken können. Umgekehrt zeigen viele Krankheiten (z. B. Bluterkrankungen, Krebs, Infektionen) Symptome, oftmals als Erstsymptome in der Mundhöhle. Die Forensische Zahnmedizin dient der Identifizierung von Leichen anhand des Gebisses.
Der Zahnarzt erwirbt mit seiner Approbation das Recht zur Ausübung der Zahnheilkunde. Er kann seinen Beruf als Vertragszahnarzt, Privatzahnarzt oder als angestellter Zahnarzt in einer Klinik oder einer Zahnarztpraxis ausüben. Der Zahnarzt ist im Gegensatz zum Arzt nicht zur Ausübung der gesamten Heilkunde berechtigt, sondern auf sein Fachgebiet beschränkt.
Für den Erwerb der Fachbezeichnung Facharzt für Mund-Kiefer-Gesichtschirurgie in Deutschland sind abgeschlossene Studien in Human- und Zahnmedizin erforderlich. Die fünfjährige Facharztweiterbildung kann schon während des Studiums der Zahnmedizin begonnen werden. Durch eine mindestens vierjährige Weiterbildung können die Gebietsbezeichnungen Fachzahnarzt für Kieferorthopädie, Fachzahnarzt für Oralchirurgie oder Zahnarzt für öffentliches Gesundheitswesen, erworben werden – sowie im Kammerbereich Westfalen-Lippe der Fachzahnarzt für Parodontologie.

## Historisches

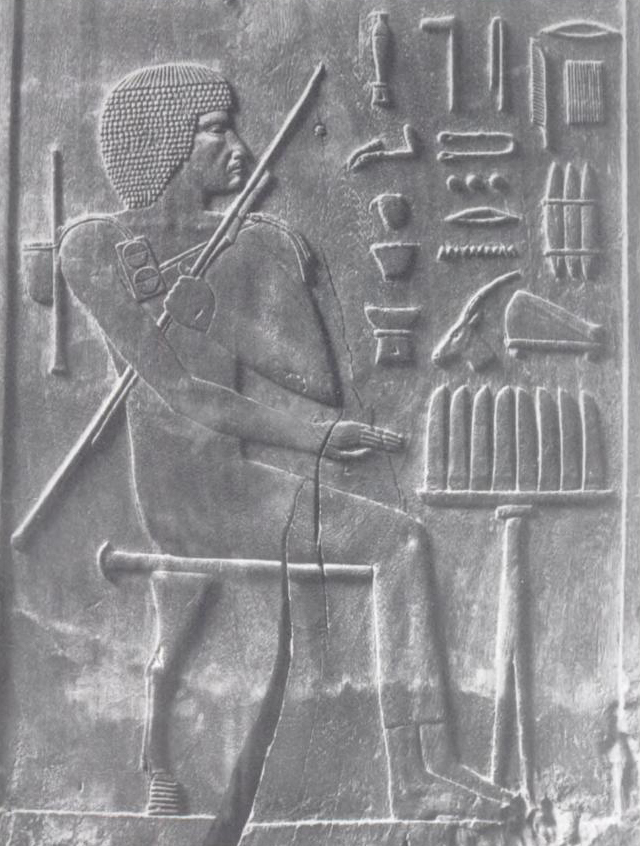
Hesire, ältester historisch überlieferter Zahnarzt, Steinpaneele (CG 1426), Nekropole von Sakkara, Ägypten, Altes Reich, 3. Dynastie (ca. 2700 bis 2620 v. Chr.)

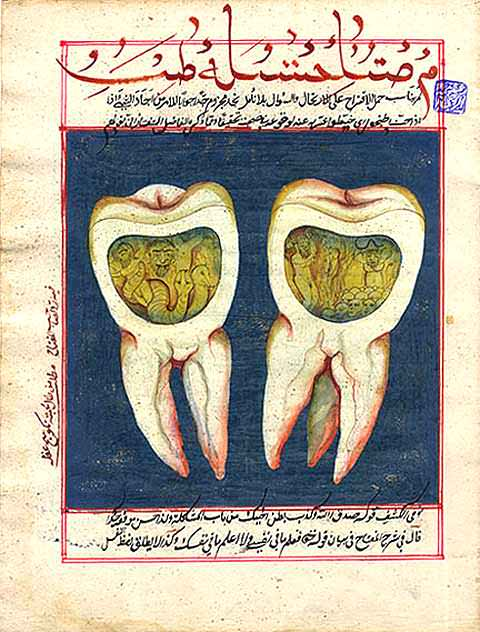
„Der Zahnwurm“, Handillustration aus einem zahnmedizinischen Buch, Osmanisches Reich, 18. Jahrhundert

Bereits 3000 v. Chr. wurden im Gebiet der Indus-Kultur Zähne behandelt. Zu den ersten belegbaren zahnmedizinischen Eingriffe gehören vor allem die Therapie von Zahnschmerzen, aber auch die Schließung von Frontzahnlücken. Im 16. Jahrhundert vor Christus gab der Papyrus Ebers aus Ägypten unter anderem Anweisungen zu Zahnbehandlungen. Nicht erst seit dem Mittelalter hatten die Menschen die Vorstellung, ein Wurm, der sich durch den Zahn frisst, verursache die Zahnerkrankungen. Quälende Zahnschmerzen kurierte man bis 1829 mit dem Brenneisen zum Kautern der Karies und der Nerven. Die meisten Patienten verloren bei dieser Behandlung das Bewusstsein. Um die offenliegende Pulpa (im laienhaften Sprachgebrauch: Nerv) abzutöten, verwandte man Arsenpaste. Dem Patienten konnte man so die Schmerzen nehmen. Auch Äther, Chloroform und Lachgas waren bekannt. Kokain ergänzte später die Mittel zur Schmerzbehandlung. 1905 brachte die spätere Hoechst AG das von Alfred Einhorn entwickelte Novocain auf den Markt, das für lange Zeit eine beherrschende Stellung in der Lokalanästhesie (Zahnmedizin) hatte.
Schutzheilige der Zahnmediziner ist die Hl. Apollonia.

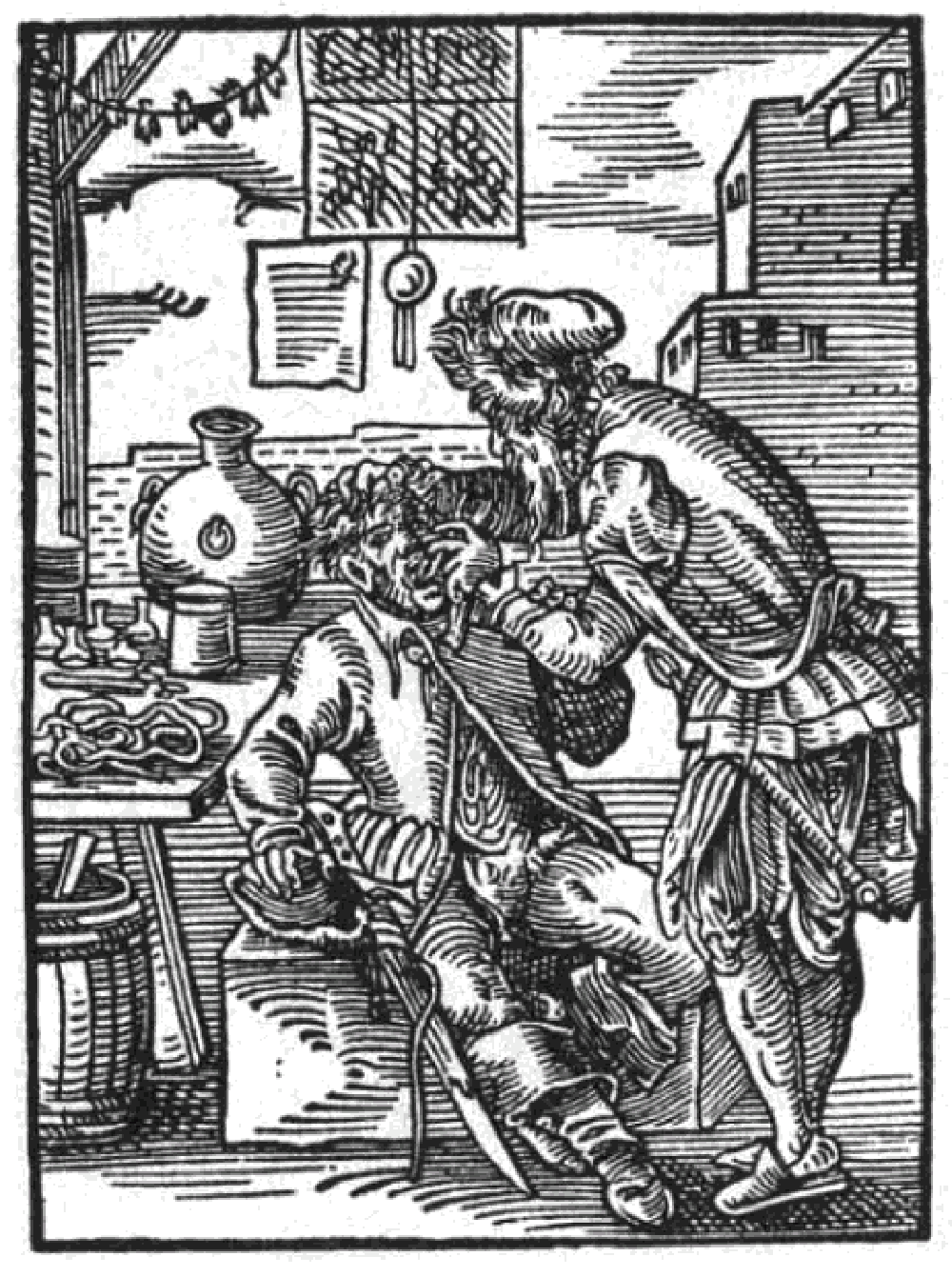
„Zahnbrecher“ im Jahre 1568

Jahrhundertelang benutzte man am Ende aufgefaserte Holzstäbchen, bestreut mit alkalischer Asche, Ingwer, Bengalpfeffer oder getränkt in Alaun zur Reinigung der Zähne. Die ersten Zahnbürsten stammen wahrscheinlich aus dem frühen 16. Jahrhundert, oft in Form von knöchernen Stäben, an deren vorderem Ende steife Schweineborsten befestigt waren. Im Mittelalter und den folgenden Jahrhunderten wurden Zähne nicht von akademisch ausgebildeten Ärzten gezogen, sondern von Handwerkern, meist von Badern oder, vor allem seit dem 14. Jahrhundert, als Wanderheiler auftretende „Zahnbrecher“ oder „Zahnreißer“. Spezialisten übten ihren Beruf mit Hilfe von verschiedenen Instrumenten aus, es gab aber auch Marktschreier und Scharlatane, deren Interesse in der Hauptsache im Geldgewinn lag und deren Ruf zweifelhaft war. Bevor die Möglichkeit der Narkose (Betäubung) des Patienten zur Verfügung stand oder eine Lokalanästhesie seiner Zähne möglich war, musste der Behandler sehr schnell arbeiten.

## Zahnmedizinische Teildisziplinen

### Befunderhebung

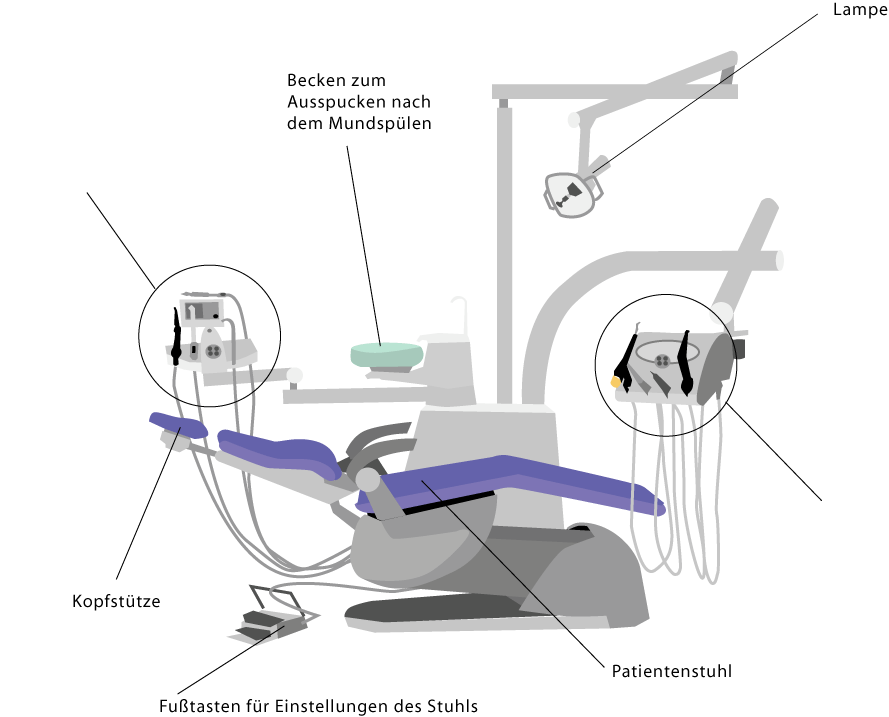
Moderne zahnärztliche Behandlungseinheit

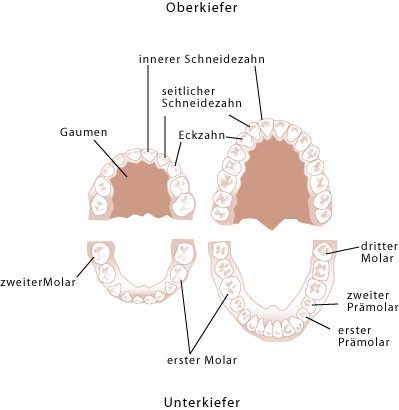
Milchgebiss und Erwachsenengebiss im Vergleich

Einleitend erfolgt die Anamnese, die Erhebung der Krankengeschichte in Form eines persönlichen Gesprächs zwischen Zahnarzt und Patient. Allgemeinerkrankungen können Auswirkungen auf die Zahngesundheit haben und spezielle Behandlungsrisiken beinhalten. Zur Bestimmung des individuellen Kariesrisikos kann ergänzend ein Ernährungsfragebogen ausgefüllt werden.
Es folgt die intra- und extraorale Befunderhebung, die Feststellung des Ist-Zustandes der Zähne, des Parodontiums (Zahnfleisch), der übrigen Mundschleimhaut, der Kaumuskulatur und der Kiefergelenke. In Einzelfällen wird die Speichelfließrate bestimmt, die in einer Dokumentation, dem Zahnstatus, festgehalten wird.

#### Zahnstatus
Als Zahnstatus wird die Erfassung des Gebisszustandes bezeichnet. Hierbei werden fehlende Zähne, ersetzte Zähne, Kariesbefall, Füllungen, Zahnersatz einschließlich Inlays, Onlays, Implantaten, Zahnfleischerkrankungen sowie Fehlstellungen der Zähne und sonstige Erkrankungen im Zahn-, Mund- und Kieferbereich in schriftlicher Form festgehalten. Ergänzend kann eine Photodokumentation mittels intra- und extraoralen Aufnahmen durchgeführt werden. Zur Diagnostik gehören die Sensibilitätsprüfung der Zähne, bei Bedarf Röntgenaufnahmen mittels Einzelaufnahmen, Röntgenstatus, Panoramaröntgenaufnahmen oder einer Digitalen Volumentomographie (DVT). Zu den ergänzenden speziellen Diagnosemaßnahmen zählen die Erhebung des Parodontalstatus und die Funktionsdiagnostik. Letztere ermöglicht die Diagnostik von Kiefergelenkserkrankungen und Okklusionsstörungen (Störungen des Zusammenbisses).

### Prophylaxe
Die zahnmedizinische Prophylaxe beschäftigt sich mit vorbeugenden Maßnahmen, die die Entstehung bzw. Verschlimmerung von Krankheiten der Zähne und des Zahnhalteapparates verhindern sollen. Neben allgemeinen Empfehlungen zur Kariesprophylaxe leitet der Zahnarzt oder eine speziell in der Prophylaxe oder Dentalhygiene ausgebildete Fachkraft zur richtigen Zahnputztechnik an und nimmt professionelle Zahnreinigungen vor. Eine allgemein gute Mundhygiene verringert das Kariesrisiko und das Risiko der Folgeerkrankungen von Zähnen und Zahnhalteapparat. Zahnarztbesuche in regelmäßigen Abständen sind sinnvoll, um bereits entstandene Karies frühzeitig erkennen und behandeln zu können und so die Folgeschäden zu minimieren.

### Kinderzahnheilkunde
Die Kinderzahnheilkunde ist ein Teilgebiet der Zahnmedizin zur speziellen Behandlung aller Krankheiten im Zahn-, Mund- und Kieferbereich während der Kindheit, also von der Geburt bis zur Pubertät.

### Konservierende Zahnheilkunde
Die konservierende Zahnheilkunde beschäftigt sich mit der Zahnerhaltung, sie lässt sich untergliedern in:

#### Kariologie und Füllungstherapie
Die Kariologie ist die Lehre von den Ursachen, der Entstehung und den Folgen der Karies. Dabei werden alle Faktoren, die Demineralisationsvorgänge auslösen, berücksichtigt, zum Beispiel der Einfluss von Nahrungsmitteln auf die Demineralisation der Zähne. Bei der Behandlung der Karies durch eine Füllungstherapie gilt es meist, die durch Kariesbakterien infizierte und zerstörte Zahnhartsubstanz zu entfernen und den Zahn mit einem Füllungsmaterial zu rekonstruieren.

#### Endodontie
Endodontologie ist die Lehre vom Zahnmark (Pulpa), dessen Erkrankungen, deren Diagnostik und Therapien; Endodontie ist die praktische Anwendung dieser Lehre. Sie wird als Wurzelkanalbehandlung bezeichnet.

### Parodontologie
Die Parodontologie ist die Lehre vom Zahnhalteapparat, des Parodontiums, seiner Erkrankungen und deren Behandlung.

### Zahnärztliche Chirurgie
Zur Zahnärztlichen Chirurgie (Oralchirurgie) gehören chirurgische Eingriffe: z. B. operative Zahnentfernungen, Zahnfreilegungen, die Parodontalchirurgie, die chirurgische Endodontie (Wurzelspitzenresektion), die Implantologie, die Behandlung von Kieferfrakturen, Tumoren und Zysten.
Kleinere Eingriffe dieser Art führt der Zahnarzt unter Lokalanästhesie (örtlicher Betäubung) durch. Ist er chirurgisch nicht ausreichend versiert, überweist er größere Eingriffe an einen Oralchirurgen oder einen Facharzt für Mund-, Kiefer- und Gesichtschirurgie.

### Prothetik
Durch Karies, Parodontitis oder Verletzungen kann es zum Zahnverlust kommen. Die fehlenden Zähne durch Brücken, Voll- oder Teilprothesen zu ersetzen ist das Behandlungsgebiet der Prothetik. Die genetische Nichtanlage von Zähnen (Hypodontie) kann Zahnersatz erforderlich machen.

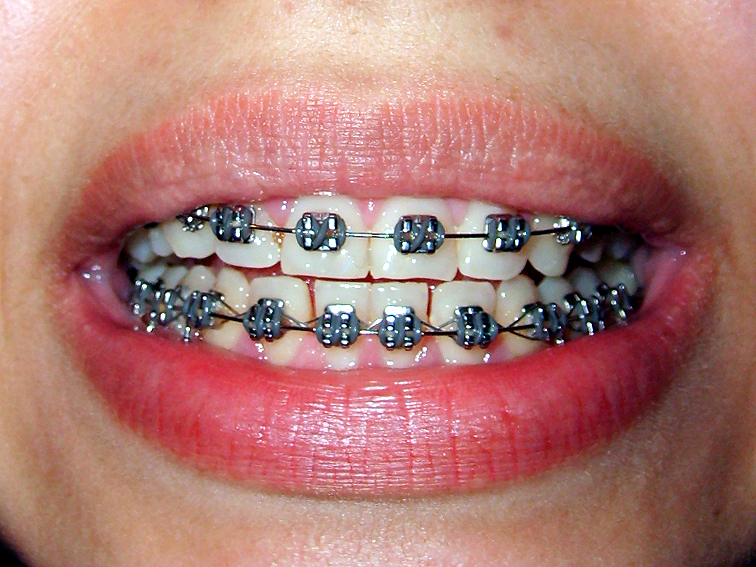
Kieferorthopädie: Mit Brackets versehene Ober- und Unterkieferzähne

### Kieferorthopädie
Die Kieferorthopädie befasst sich mit der Verhütung, Erkennung und Behandlung von Fehlstellungen der Kiefer und der Zähne (Zahn- bzw. Kieferregulierung) – im Volksmund durch Zahnspangen.

### Forensische Zahnmedizin
Die Forensische Zahnmedizin dient der individuellen Identifizierung von Leichen anhand des Vergleichs ihrer Gebisse (Zähne/Kiefer) ante und post mortem (vor und nach dem Tod). Angewendet wird sie bei Opfern von Natur-, Brand-, Flugzeug-, Schiffs-, Zug- und Verkehrskatastrophen sowie bei Verbrechen. Daneben beschäftigt sie sich mit der Zuordnung von Bissspuren, der Altersdiagnostik, mit Missbrauchsopfern und im weitesten Sinne mit Behandlungsfehlern.

### Ethno-Zahnmedizin
Die Ethno-Zahnmedizin beschäftigt sich mit den Zähnen und der Mundgesundheit indigener Kulturen. Ebenso gehört die Erforschung der verschiedenen Prozeduren der Zahn- und Lippenveränderungen zum relativ neuen Fachgebiet.

## Trends in der Zahnmedizin

### Digitalisierung der Zahnmedizin
Wie auch andere medizinische Disziplinen steht die Zahnmedizin unter dem starken Einfluss der Digitalisierung der Medizin. Prozesse verändern sich grundlegend und wirken sich auf die Effektivität und Genauigkeit der Patientenbehandlung aus.
In der Zahnmedizin kommen verschiedene Technologien zum Einsatz, darunter zum Beispiele CAD/CAM-Systeme in Verbindung mit 3D-Druck, Künstliche Intelligenz (KI) und digitale Patientenakten.
Der Implementierungsgrad solcher Technologien in Zahnarztpraxen variiert derzeit deutlich. In Deutschland zeigt sich, dass die Einführung digitaler Lösungen in größeren zahnmedizinischen Zentren schneller voranschreitet. Jüngere Zahnärztinnen und Zahnärzte sowie diejenigen, die regelmäßig an digitalen Fortbildungsprogrammen teilnehmen, weisen eine höhere Bereitschaft zur Implementierung auf. Finanzielle Einschränkungen sowie das Fehlen flächendeckender Schulungsangebote zur Digitalisierung der Zahnmedizin stellen aktuell noch zentrale Hürden dar.

## Mit der Zahnheilkunde verwandte Disziplinen

### Traumatologie
Die Traumatologie ist die Lehre von den Verletzungen und Wunden sowie deren Behandlung. Hierzu gehört die Versorgung betroffener Zähne, der Kiefer und der umgebenden Gewebe.

### Mund-, Kiefer- und Gesichtschirurgie
Die Mund-, Kiefer- und Gesichtschirurgie (MKG, auch Kranio-Maxillo-Faziale Chirurgie) ist ein medizinisches Fachgebiet, das die Diagnostik, Therapie, Prävention, die funktionelle (Kauen, Schlucken, Sprechen) und die ästhetische Rehabilitation bei Erkrankungen, Verletzungen, Knochenbrüchen, Fehlbildungen und Formveränderungen der Zähne, der Mundhöhle, des Kiefers und des Gesichtes umfasst.
Dabei beinhaltet sie die allgemein-zahnärztliche Chirurgie, die Behandlung von Tumorerkrankungen, Erkrankungen der Kiefer- und Gesichtsnerven und Fehlbildungen. Sie umfasst Diagnostik und Therapie von Entzündungskrankheiten, Funktionsstörungen und Schmerzsyndromen im Kiefer-Gesichtsbereich und die dentale Implantologie. Plastisch-ästhetische Operationen etwa zur Wiederherstellung nach Unfällen oder Tumoroperationen gehören ebenso wie rein kosmetische Operationen zu diesem Fachgebiet.

### Psychosomatik
Die Psychosomatik beschreibt die Zusammenhänge zwischen der Psyche und körperlichen Erkrankungen des Menschen. Innerhalb des zahnärztlichen Bereichs kann beispielsweise eine psychische Anspannung in nächtlichem Zähneknirschen (Bruxismus) äußern. Das kann Auswirkungen auf die Funktionalität des Kauapparates, vor allem der Zähne und des Kiefergelenks haben. Ebenso können Schmerzen in psychischen Belastungssituationen verstärkt empfunden werden.

## Zahnbehandlungsphobie
Zahnbehandlungsphobie ist die Phobie vor der Zahnbehandlung, die eine geringe Anzahl der Bevölkerung entwickelt hat (sogenannte Angstpatienten). Wer unter dieser Phobie leidet, hat in oder vor der auslösenden Situation so starke Angstzustände, dass diese sich in Schweißausbrüchen, Zittern, Konzentrationsstörungen, Appetitlosigkeit und/oder Schlafstörungen niederschlagen können.
Die häufigsten Ursachen dieser speziellen Phobie sind traumatische Erlebnisse während einer Behandlung und (selten) Erzählungen über solche Erlebnisse. Zu den Folgen gehört ein ausgeprägtes Vermeidungsverhalten der Patienten, das so weit reichen kann, dass sie jahrzehntelang der gefürchteten Situation aus dem Weg gehen und keine Zahnarztpraxis aufsuchen. Darunter leidet der Zustand der Zähne, oft auch der des Zahnfleisches, der der übrigen Mundschleimhaut und des Zahnhalteapparates. Viele Betroffene entwickeln zusätzlich zu ihrer Phobie ausgeprägte Schamgefühle und leiden im Alltag darunter durch eine enorme Beeinträchtigung ihrer Lebensqualität. Die Ansätze zur Therapie der Phobie und damit der Zähne sind vielfältig. Sie reichen von Verhaltenstherapie über die medikamentöse Sedierung oder einer Kombination von beiden bis zur Behandlung unter Narkose. Ansprechpartner sind Zahnärzte, Psychologen oder Psychiater.

## Kosten zahnärztlicher Behandlung
Ein internationales Forschungsprojekt unter Heidelberger Federführung wertete in einer groß angelegten Studie aus 2015 die weltweiten Behandlungskosten und Produktivitätsverluste infolge von Zahnerkrankungen aus. Demnach kosten Zahnerkrankungen jährlich 442 Milliarden US-Dollar (Stand: 2010).

### Deutschland
Im Jahr 2003 gaben die gesetzlichen Krankenkassen knapp 11,8 Milliarden Euro für Zahnbehandlung und Zahnersatz aus.
Die Honorare für zahnärztliche Behandlungen bei Kassenpatienten sind im Bewertungsmaßstab zahnärztlicher Leistungen (BEMA) bestimmt, die das Honorarverhältnis der einzelnen Leistungen untereinander festlegt. Die Abrechnung darüber hinausgehender Leistungen sind in der Gebührenordnung für Zahnärzte (GOZ) bzw. in der Gebührenordnung für Ärzte (GOÄ) festgelegt. In den Gebührenwerken sind die einzelnen Leistungen mit Punkten bewertet. Die Multiplikation der Punkte mit einem Punktwert ergibt das jeweilige Honorar.
Soweit zahnärztliche Leistungen bei gesetzlich Versicherten durch Vertragszahnärzte als Sachleistungen erbracht werden, entrichten die Krankenkassen wie bei der ärztlichen Behandlung „nach Maßgabe der Gesamtverträge an die jeweilige Kassenzahnärztliche Vereinigung mit befreiender Wirkung eine Gesamtvergütung für die gesamte vertragszahnärztliche Versorgung der Mitglieder mit Wohnort im Bezirk der Kassenzahnärztlichen Vereinigung einschließlich der mitversicherten Familienangehörigen“. (§ 85 Abs. 1 SGB V i. Verb. m. § 72 Abs. 1 Satz 2 SGB V).
Diese Gesamtvergütung wurde zwischen 2004 und 2011 gemäß den Honorarverteilungsverträgen (HVV), die mit den Krankenkassen einvernehmlich abgeschlossen werden mussten, unter den an der kassenzahnärztlichen Versorgung teilnehmenden Zahnärzten aufgeteilt (§ 85 Abs 1 SGB V).
Seit 2012 wird der Honorarverteilungsmaßstab (HVM) im Rahmen der Satzungsautonomie der Kassenzahnärztlichen Vereinigungen durch deren Vertreterversammlungen – im Benehmen mit den Krankenkassen – festgesetzt. Droht eine Überschreitung der Gesamtvergütungsobergrenze, greift der Honorarverteilungsmaßstab, der je nach KZV-Bereich unterschiedlich gestaltet ist. Er erzwingt entweder eine Honorarabsenkung der einzelnen Leistungen (die gegebenenfalls zu Rückforderungen führt) oder eine Abnahme der durch die Zahnärzte erbrachten Leistungsmenge.

### Schweiz
Grundsätzlich ist der Patient Honorarschuldner. Die Rechnungsstellung erfolgt nur an jene Kostenträger direkt, mit welchen die Schweizerische Zahnärzte-Gesellschaft Verträge abgeschlossen hat: z. B. gesetzliche Unfallversicherer UVG, IV, Militärversicherung oder die Krankenversicherer KVG. Wenn soziale Umstände es rechtfertigen, kann bei staatlichen oder privaten Organisationen ein Antrag auf Übernahme eines Teils der Kosten gestellt werden.

### Österreich
In Österreich gilt das Recht der freien Arzt- und Zahnarztwahl. Wenn man krankenversichert ist und sich von einem Arzt mit Kassenvertrag behandeln lässt, sind bestimmte Vertragsleistungen kostenlos. Ausnahmen bestehen, wenn man bei einer Kasse versichert ist, die einen Selbstbehalt verlangt. Für einige Leistungen, die über den Katalog der Kassenleistungen hinausgehen, kann die Krankenkasse einen Zuschuss bewilligen.